# Лежа (област)
Вижте пояснителната страница за други значения на Лежа.
Област Лежа (на албански: Qarku i Lezhës) е административно-териториална област в Албания, разположена в северната централна част на страната, с площ от 1620 км2. Съставена е от 3 общини – Курбин, Лежа и Мирдита. Числеността на населението според преброяването през 2011 г. е 134 027 души. Административен център е град Лежа.